# Linda Wagenmakers

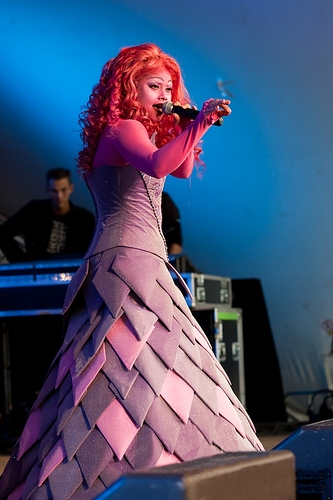
Linda Wagenmakers em 2009

Linda Wagenmakers (Arnhem, 30 de novembro de 1975) é uma cantora neerlandesa. Ela representou os Países Baixos no Festival Eurovisão da Canção 2000 em Estocolmo, tendo terminado em 12° lugar com a canção "No Goodbyes".